# Oberkommando des Heeres

Bandera del comandant d'abril de 1936 a febrer de 1938.

Bandera del comandant de febrer de 1938 a desembre de 1941.

Oberkommando des Heeres o OKH (Alt Comandament de l'Exèrcit) va ser part de l'estructura de l'Oberkommando der Wehrmacht (OKW) durant la Segona Guerra Mundial. En teoria era el quarter general suprem de l'exèrcit alemany, si bé en els últims temps de la guerra la seva funció més important va ser el comandament operacional del front oriental, mentre que l'OKW comandava de facto el front occidental.
D'acord amb la tradició militar alemanya, la planificació de les campanyes bèl·liques era responsabilitat de l'Estat Major de l'Exèrcit de Terra, mentre l'OKH assumia una funció d'execució. Teòricament l'OKH havia d'estar subordinat a l'OKW (on participaven també la marina de guerra i la força aèria) però la importància crucial de l'Exèrcit de Terra (Heer) en la lluita contra l'URSS va causar que l'OKW exercís un control purament nominal sobre les activitats bèl·liques del front oriental, amb la qual cosa i l'OKH assumia més responsabilitats des de juny de 1941, i deixava molt poc marge a la Luftwaffe o la Kriegsmarine per participar en la planificació ofensiva.
De 1935 a 1938 l'OKH va ser dirigit per Werner von Fritsch, de 1938 al 19 de desembre de 1941 per Mariscal Walther von Brauchitsch. El fracàs de l'ofensiva alemanya contra Moscou a l'Operació Barbarroja va causar que Hitler acomiadés a Brauchitsch de la direcció de l'OKH, i que el mateix Hiler assumís la direcció de la planificació militar (tot i que Hitler no era militar de carrera). Aquesta situació es va mantenir sense alteració fins al 30 d'abril de 1945, data de la mort de Hitler. El mateix Führer havia disposat dos dies abans de morir que la direcció de l'OKH depengués de l'OKW.
Per a aquesta data la maquinària militar alemanya gairebé havia desaparegut però tot i així Hitler va designar que des del 30 d'abril de 1945 al 8 maig 1945 la direcció del OKW (i per tant, del OKH) passés al mariscal Ferdinand Schörner. Schörner, però, mai va exercir comandament efectiu i es va mantenir tancat amb les tropes que dirigia a la rodalia de Praga. De fet, la direcció oficiosa de la quasi aniquilada Wehrmacht va recaure pràcticament en el general Wilhelm Keitel, cap de l'OKW i en el general Alfred Jodl, cap de l'estat major de l'OKW, que fou qui va signar la rendició incondicional del Tercer Reich el 8 de maig de 1945.